# Elaboració del projecte colombí

Carta nàutica atribuïda a Colom. 1490.

Si bé és difícil estimar en quin moment va néixer el projecte de Colom, d'arribar a l'Extrem Orient navegant cap a Occident, per una ruta radicalment diferent. Els historiadors consideren que la gestació del projecte colombí, però, pot datar-se després del seu matrimoni i abans de 1481.
La gestació i la forma que Colom donà base al seu projecte no és exempta de polèmica. La bibliografia tradicional ha volgut identificar el projecte de Colom amb l'obra de Paolo dal Pozzo Toscanelli associant errors de càlcul per part de Colom en les distàncies, idea que perdurà durant molt de temps, però que actualment és posada en dubte per molts historiadors.

## Toscanelli

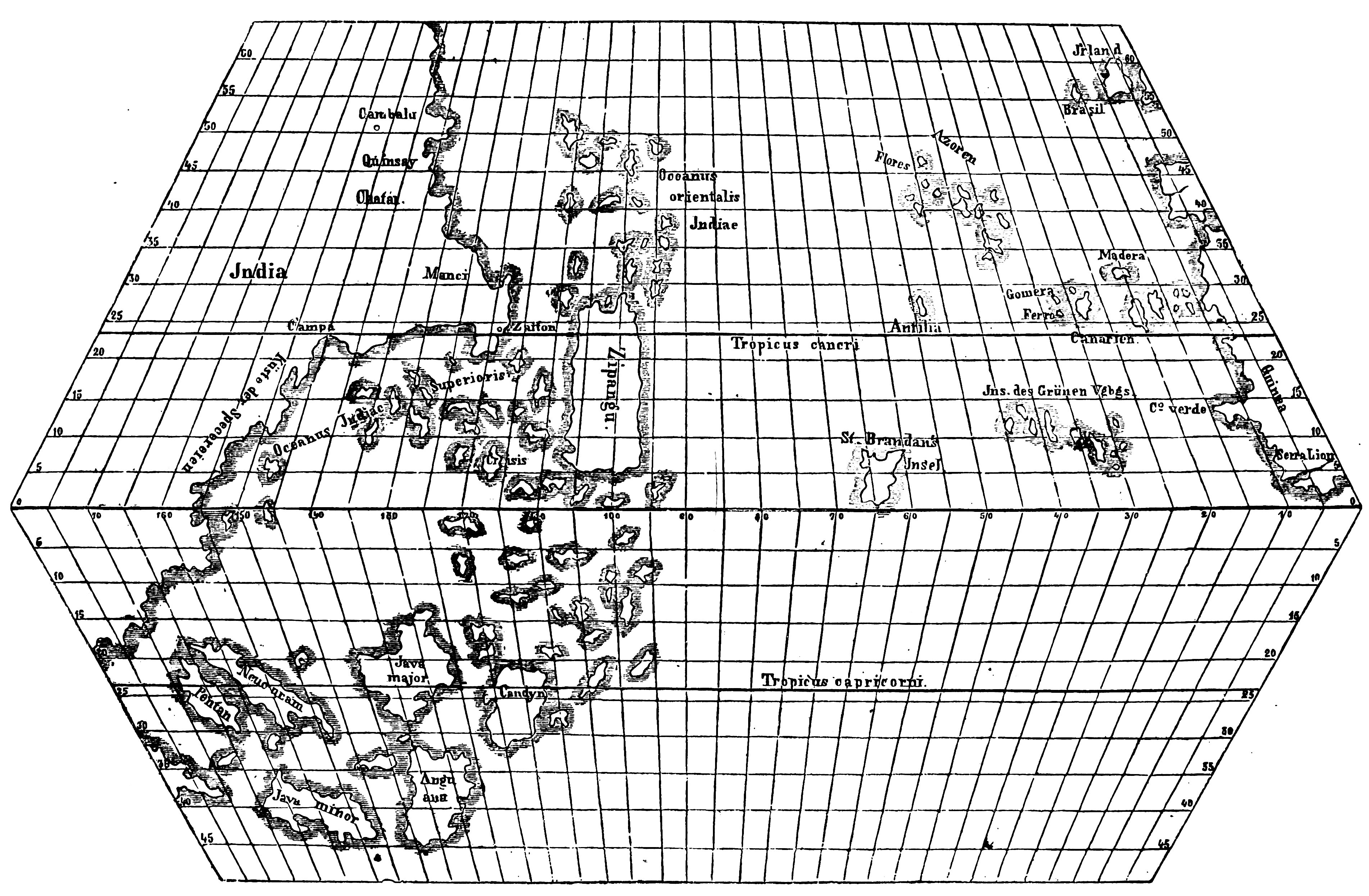
Reconstrucció del mapa atribuït a Toscanelli.

La teoria Genovesa defensa que Colom tenia coneixement dels informes del matemàtic i metge florentí Paolo dal Pozzo Toscanelli sobre la possibilitat d'arribar a les Índies per l'oest, redactats a instàncies del rei de Portugal, interessat en l'assumpte.
Colom va tenir accés a una carta de Toscanelli que anava acompanyada d'un mapa que es traçava el trajecte a seguir a l'orient asiàtic, incloses totes les illes que se suposaven havien d'estar en el trajecte. Aquest mapa i les notícies de Toscanelli estaven basats principalment en els viatges de Marco Polo. Assenyalava aquest últim que entre l'extrem occidental d'Europa i Àsia la distància no era excessiva, estimant al voltant de 6.500 llegües marines l'espai entre Lisboa i Quinsay, i des de la llegendària Antilia al Cipango només 2.500 milles, cosa que facilitava la navegació. El pare las Casas Recollí en la seva Historia de las Índias, dues cartes dirigides per Toscanelli a Colom, fet que evidenciaria la relació entre ambdós personatges, no obstant l'autenticitat de les mateixes ha estat posada en dubte alguns autors que titllen aquestes cartes d'invenció.
Així mateix es considera que els llibres que es conserven de la biblioteca de Colom aporten llum sobre el que va influir en les seves idees, pel costum de Colom de subratllar els llibres, deduint que els més subratllats serien els més llegits. Entre els que tenen més anotacions estan el Tractatus de Imago Mundi de Pierre d'Ailly, la Historia Rerum ubique Gestarum d'Eneas Silvio Piccolomini i especialment Il Milione de Marco Polo, que li van donar la idea de com era l'orient que somiava trobar. No obstant la influència d'aquests llibres en l'elaboració del projecte també ha estat posada en dubte: l'Il Milione de Marco Polo conservat de la seva biblioteca és datat del 1485 (essent, probablement, el llibre més llegit per Colom, donat el gran nombre d'anotacions que hi feu) i es considera poc creïble que hagués pogut tenir accés a l'Imagino Mundi quan Colom presentà el seu projecte al rei de Portugal, 1483 i 1485. De fet, alguns autors suggereixen que Colom els emprà, amb posterioritat, per tal de dotar els seus plantejaments de major grau d'erudició, Consuelo Varela i Juan Gil afirmen que Colom adquirí aquests llibre després de 1496.
Vers quina era la dimensió de l'esfera terrestre que considerava Colom també existeix controvèrsia, d'aquesta manera diferents autors consideren que la idea de Colom es basava que la Terra tenia una circumferència de 29.000 km, segons la "mesura" de Posidonio i la mesura del grau terrestre d'Ailly, sense considerar que aquest parlava de milles àrabs i no italianes, que són més curtes, de manera que xifrava aquesta circumferència en menys de les tres quartes parts de la real, que per altra banda era l'acceptada científicament des de temps d'Eratòstenes. Així doncs, com a resultat de l'anterior, dits autors consideren que Colom creia que entre les Canàries i Cipango havia d'haver unes 2.400 milles marines, quan hi havia 10.700 en la realitat.
Això no obstant, tot i la gran presència en la bibliografia tradicional d'aquesta teoria, destacats Colombinistes desestimen aquestes teories tot indicant que Colom no es guià pels documents de Toscanelli i que considerava la terra en les seves dimensions reals.
La segona i la tercera carta de Toscanelli, considerades autentiques durant molt de temps, han estat rebutjades pels historiadors, els quals consideren que Colom era conscient que les distàncies indicades per Toscanelli eren errònies. Així mateix tant Hernando Colón com el pare Las Casas ens indiquen en les seves obres que Colom inicià la correspondència amb Toscanelli tot remetent a aquest el projecte que havia ideat, fet que posicionaria la maduració del projecte amb anterioritat; Amb tot no es pot descartar la influència de Toscanelli, Alguns passatges redactats per Colom reprodueixen algunes expressions de Toscanelli gairebé de forma literal. indicant d'aquesta manera que Colom presenta el seu projecte al matemàtic florentí.

## Pre-nauta
Per altra banda, ja en temps de Colom s'especulà vers l'existència d'un pre-nauta, diferents cronistes es feren ressò d'aquesta especulació. Tot i que hi són presents diferents divergències entre aquests, a grans trets parlen vers una nau arrossegada a l'altra banda de l'Atlàntic i que pogué retornar amb grans dificultats, restant un únic supervivent que informà a Colom de l'existència de les terres i els rumbs d'anada i tornada.
Bartolomé de las Casas indica que dit supervivent arribà a Porto Santo, «el qual, en reconeixement de la vella amistat o d'aquelles bones i caritatives obres, veient que es volia morir descobrí a Cristòfol Colom tot els que els havia passat, i li donà els rumbs i camins que havien dut i portat, i el paratge on aquesta illa [referint-se a l'Espanyola]deixava o havia trobat, lo qual portava per escrit».
Altres cronistes incideixen en aquesta hipòtesi; l'Inca Garcilaso arriba a identificar dit supervivent amb Alonso Sánchez de Huelva. Aquesta hipòtesi fou reivindicada, amb posterioritat, per Juan Manzano Manzano. No obstant aquesta hipòtesi, la idea del pre-descobriment d'Amèrica és tan suggestiva com discutible, i tan difícil de demostrar com de refutar.

## Projecte propi

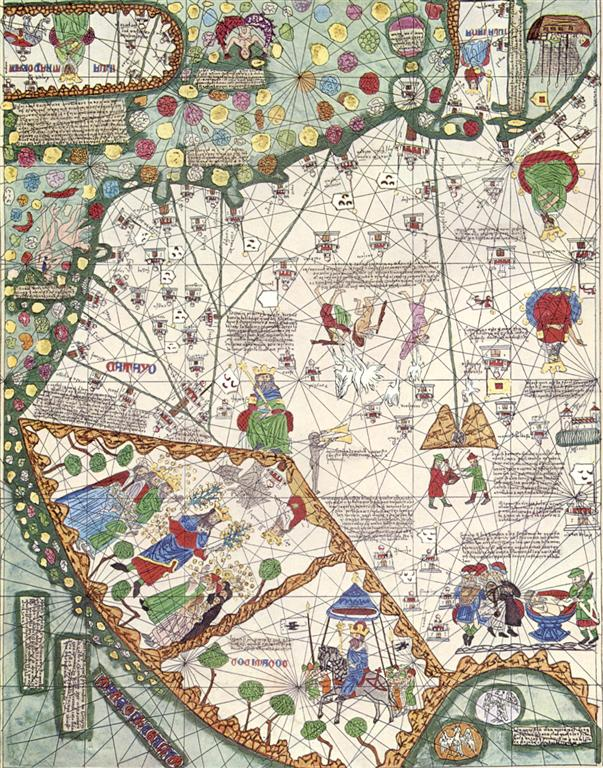
Atles Català, sisè full, Catai

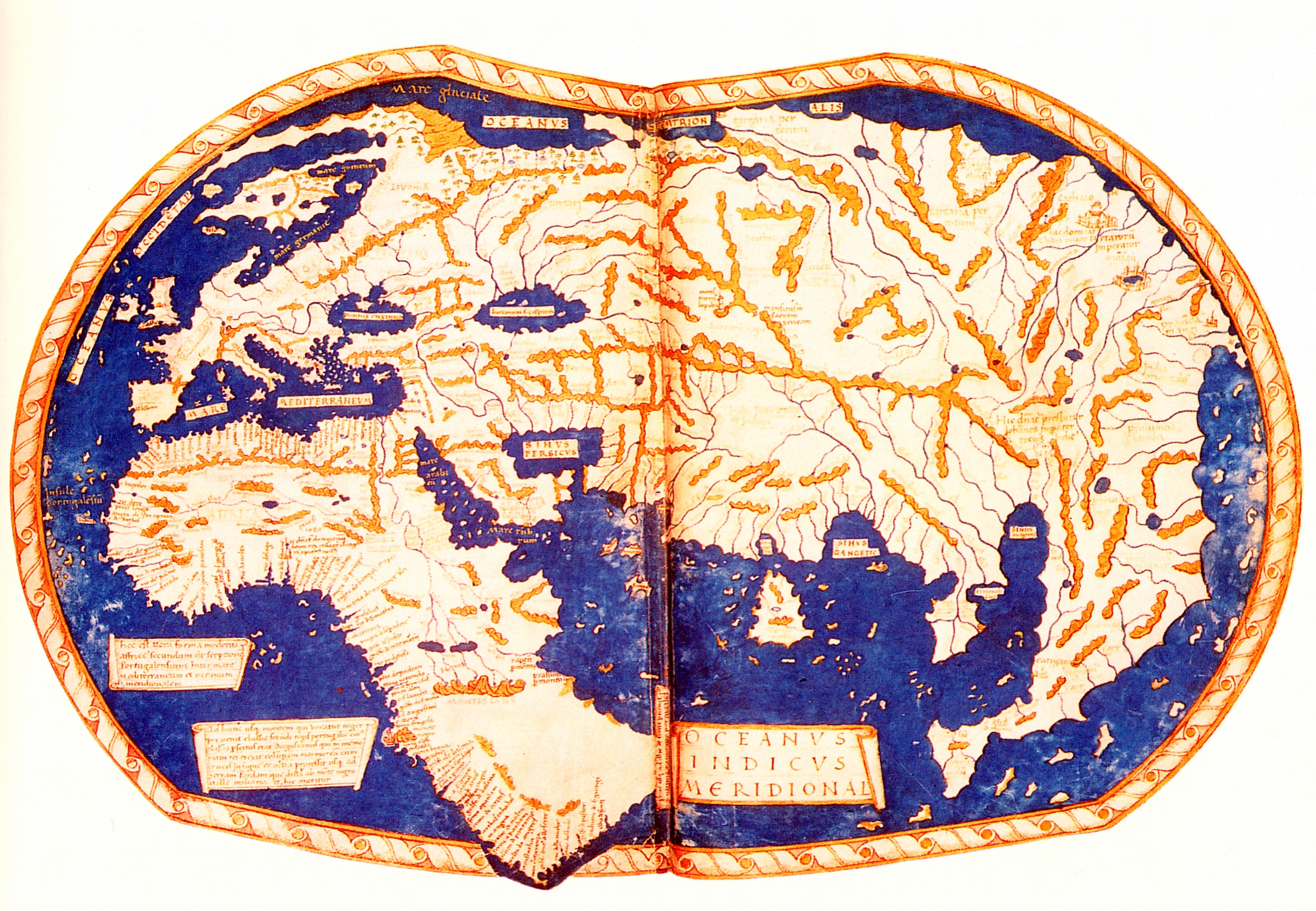
Mapa de Henricus Martellus, de 1489, on es poden apreciar les costes de Sud-amèrica (cua de dragó) com si fossin de l'est d'Àsia

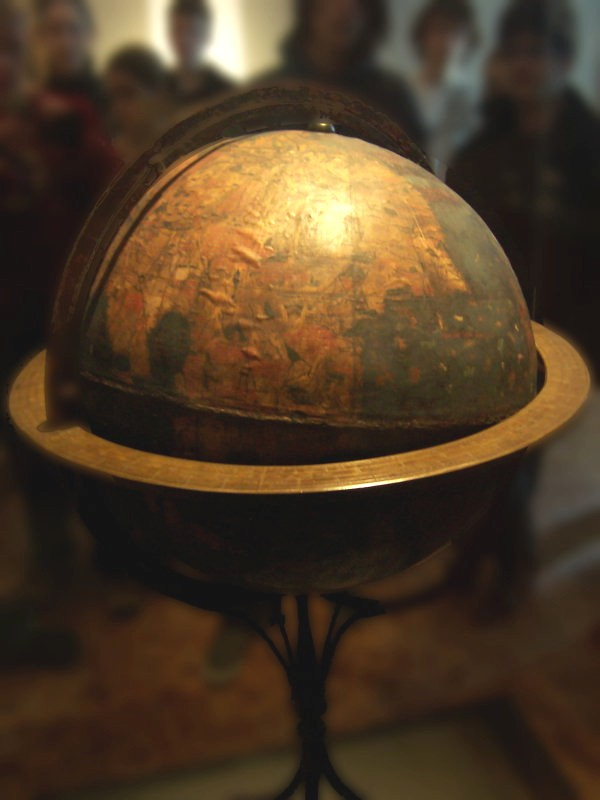
Globus terraqüi de Martin BenHaim, de 1490-1492

Ambdues hipòtesis anteriorment esmentades aprofundeixen en el fet, si bé Colom fou un home tenaç, expert mariner i intel·ligent, la seva erudició formal era escassa, ja sigui cometent errors de càlcul en les distàncies, fruit del seu desconeixement, o bé perquè el seu projecte és fruit de l'«informació privilegiada» obtinguda per part del pre-nauta.
Per altra banda, un bon nombre d'autors sostenen Colom tenia un major coneixement en cartografia i navegació que el que se li atorga segons les teories anteriorment exposades.
Així doncs, segons aquests últims, Colom Tenia coneixement vers la cartografia medieval, essent coneixedor de l'Atles Català (1375), el mapa d'Andreas Walsperger (1448) i del mapa de Heinrich Hammer, llatinitzat Henricus Martellus, de 1489, així com de la geografia de Ptolemeu.
A grans trets indicarem que segons una reconstrucció matemàtica de l'Atles català realitzada per José Antonio Hurtado García (enginyer aeronàutic i doctor en història) indica que en dit atles queda reflectit que a 750 llegues de les Canàries hi són representades noves terres, fet que es pren com a justificació de les 750 milles nomenades per Colom; per altra banda de l'anàlisi del mapa de Martellus (1489) s'aprecia que l'anomenada cua de dragó és en realitat una representació d'Amèrica del Sud i en dit mapa hi és representada, d'una manera força sorprenent, la xarxa fluvial del subcontinent. D'aquesta manera, per dits autors, Colom no errà en els seus càlculs i, així mateix, doten a l'almirall d'uns coneixements més extensos que els que indiquen les teories anteriors.
Colom demostra (segons dits autors) tenir un gran grau de coneixements, així com una gran capacitat d'observació; De fet al llarg de la seva vida Colom és consultat i la seva opinió és tinguda en compte per cartògrafs i reis. Així mateix l'estada de Colom a Portugal li permet entrar en contacte i tenir accés amb diferents cartògrafs, mapes i tractats geogràfics.
Aquest és un fet comú reflectit en les diferents hipòtesis, sia perquè mitjançant aquests contactes obtingué la informació de Toscanelli (Historiografia tradicional), contactat amb el suposat pre-nauta o bé perquè contactà amb els cartògrafs i erudits de l'Escola de Sagres, creada per Enric el Navegant de Portugal i coordinada per un incert Jacomé de Mallorca. Entre aquests cartògrafs Colom establí una bona relació amb Martí Behaim. Aquesta relació és recollida per Antonio de Herrera y Tordesillas en la seva obra Historia General de las Indias on, quan explica, Herrera, els descobriment de Colom i els seus viatges indica que Colom «confirmà la seva opinió amb el seu amic Martí de Bohèmia, un portuguès, oriünd de l'illa de Fayal, un cosmògraf de gran criteri».
D'aquesta manera el coneixement de la cartografia pre-colombina i els diferents contactes que Colom manté amb destacats cosmògrafs de l'època donarien, segons els defensors d'aquesta Hipòtesi, com a resultat el projecte Colombí.
El coneixement dels mapes medievals en els quals hi són reflectides dades que indicarien un major coneixement de la geografia planetària que el que tradicionalment s'ha considerat que es tenia en aquesta època, permeten donar una explicació plausible a la «informació privilegiada» de Colom, essent aquesta, i per diferents autors, més considerada i probable que l'explicació de l'hipotètic pre-nauta i, així mateix, indicaria que Colom no errà en els seus càlculs, tot mal interpretant l'obra de Toscanelli, si no que aquesta confusió bé donada per part dels diferents cronistes, començant pel gran valedor de Colom, el pare las Casas i continuada al llarg del temps.